# Parisot (Tarn i Garonna)
Parisot – miejscowość i gmina we Francji, w regionie Oksytania, w departamencie Tarn i Garonna.
Według danych na rok 1990 gminę zamieszkiwały 522 osoby, a gęstość zaludnienia wynosiła 19 osób/km² (wśród 3020 gmin regionu Midi-Pireneje Parisot plasuje się na 574. miejscu pod względem liczby ludności, natomiast pod względem powierzchni na miejscu 351.).